# Lista principilor Transilvaniei
Aceasta este o listă a principilor Transilvaniei, cu portrete și cronologie.

## Secolul al XVI-lea
| Blazon    | Domnie            | Portret                | Prinț | Data și locul nașterii / Părinți | Căsătorit cu | Deces | Note | Sursă                |
| --------- | ----------------- | ---------------------- | --- | --- | --- | --- | --- | -------------------- |
|           | 1570-1571         | John Sigismund Zápolya | Ioan Sigismund Zápolya | 7 iulie 1540, la Buda (azi, Ungaria) fiul lui Ioan I al Ungariei (Ioan Zápolya I) și al Isabelei de Polonia (Isabella Jagello) | a murit necăsătorit | 14 martie 1571, la Alba Iulia (azi, România) | fostul rege ales al Ungariei (1540-1551, 1559-1570) | [ 1 ] [ 2 ]          |
|           | 1576-1586         | Stephen Báthory        | Ștefan Báthory | 27 septembrie 1527, la Șimleu Silvaniei (azi, jud. Sălaj) fiul lui Ștefan Báthory de Șimleu (sau Ștefan al VIII-lea Báthory) și al Ecaterinei Telegdi | Anna Jagiello sau Anna de Polonia (1576), fără copii | 12 decembrie 1586, la Grodno (azi, Belarus) | fost voievod al Transilvaniei (1571- 1576); de asemenea, rege al Poloniei (1576-1586) | [ 3 ] [ 4 ] [ 5 ]    |
| 1586-1598 | Sigismund Báthory | Sigismund Báthory      | 1572, la Oradea (azi, România) fiul lui Cristofor Báthory și al Elisabetei (Erzsébet) Bocskai | Maria Cristina de Austria (1595), fără copii | 27 martie 1613, la Praga (azi, Cehia) | prima domnie; nepotul lui Ștefan Báthory, a fost voievod al Transilvaniei (1581-1586); a abdicat pentru ducatele din Opole și Ratibor | [ 3 ] [ 6 ] [ 7 ] |                      |
|           | 1598              |                        | Transilvania este administrată de către comisarii imperiali în numele lui Rudolf al II-lea, împăratul romano-german | Transilvania este administrată de către comisarii imperiali în numele lui Rudolf al II-lea, împăratul romano-german | Transilvania este administrată de către comisarii imperiali în numele lui Rudolf al II-lea, împăratul romano-german | Transilvania este administrată de către comisarii imperiali în numele lui Rudolf al II-lea, împăratul romano-german | Transilvania este administrată de către comisarii imperiali în numele lui Rudolf al II-lea, împăratul romano-german | [ 8 ]                |
|           | 1598 - 1599       | Sigismund Báthory      | Sigismund Báthory | 1572, la Oradea fiul lui Cristofor Báthory și al Elisabetei (Erzsébet) Bocskai | Maria Christina de Austria (1595), fără copii | 27 martie 1613, la Praga | a doua domnie; abdicat în favoarea vărului său, Andrei Báthory | [ 6 ] [ 8 ]          |
| 1599      | Andrew Báthory    | Andrei Báthory         | 1566, la Șimleu Silvaniei fiul lui Andrei Báthory și al Margitei Majláth | necăsătorit | 3 noiembrie 1599, la Sândominic (azi, jud. Harghita) | nepotul domnitorului Ștefan Báthory, vărul prințului Sigismund Báthory; fost cardinal; ucis de secui, după înfrângerea sa de către voievodul muntean Mihai Viteazul, în bătălia de la Șelimbăr | [ 9 ] [ 10 ] |                      |
|           | 1599 - 1600       |                        | Transilvania este administrată de Mihai Viteazul, voievodul Țării Românești, recunoscut de Dietă drept guvernator imperial al lui Rudolf al II-lea, împăratul romano-german. În plus, Mihai Viteazul a ocupat Țara Moldovei în 1600 și a fost, între 6 iunie 1600 și decembrie 1600, prin "harul lui Dumnezeu, domnitor al Țării Românești, al Transilvaniei și al Țării Moldovei". În corespondența sa cu împăratul Rudolf al II-lea, el se purta mereu ca un locum tenens ("locțiitor", "locotenent") al împăratului. | Transilvania este administrată de Mihai Viteazul, voievodul Țării Românești, recunoscut de Dietă drept guvernator imperial al lui Rudolf al II-lea, împăratul romano-german. În plus, Mihai Viteazul a ocupat Țara Moldovei în 1600 și a fost, între 6 iunie 1600 și decembrie 1600, prin "harul lui Dumnezeu, domnitor al Țării Românești, al Transilvaniei și al Țării Moldovei". În corespondența sa cu împăratul Rudolf al II-lea, el se purta mereu ca un locum tenens ("locțiitor", "locotenent") al împăratului. | Transilvania este administrată de Mihai Viteazul, voievodul Țării Românești, recunoscut de Dietă drept guvernator imperial al lui Rudolf al II-lea, împăratul romano-german. În plus, Mihai Viteazul a ocupat Țara Moldovei în 1600 și a fost, între 6 iunie 1600 și decembrie 1600, prin "harul lui Dumnezeu, domnitor al Țării Românești, al Transilvaniei și al Țării Moldovei". În corespondența sa cu împăratul Rudolf al II-lea, el se purta mereu ca un locum tenens ("locțiitor", "locotenent") al împăratului. | Transilvania este administrată de Mihai Viteazul, voievodul Țării Românești, recunoscut de Dietă drept guvernator imperial al lui Rudolf al II-lea, împăratul romano-german. În plus, Mihai Viteazul a ocupat Țara Moldovei în 1600 și a fost, între 6 iunie 1600 și decembrie 1600, prin "harul lui Dumnezeu, domnitor al Țării Românești, al Transilvaniei și al Țării Moldovei". În corespondența sa cu împăratul Rudolf al II-lea, el se purta mereu ca un locum tenens ("locțiitor", "locotenent") al împăratului. | Transilvania este administrată de Mihai Viteazul, voievodul Țării Românești, recunoscut de Dietă drept guvernator imperial al lui Rudolf al II-lea, împăratul romano-german. În plus, Mihai Viteazul a ocupat Țara Moldovei în 1600 și a fost, între 6 iunie 1600 și decembrie 1600, prin "harul lui Dumnezeu, domnitor al Țării Românești, al Transilvaniei și al Țării Moldovei". În corespondența sa cu împăratul Rudolf al II-lea, el se purta mereu ca un locum tenens ("locțiitor", "locotenent") al împăratului. | [ 11 ] [ 12 ] [ 13 ] |
|           | 1599 - 1600       |                        | Transilvania este administrată de Mihai Viteazul, voievodul Țării Românești, recunoscut de Dietă drept guvernator imperial al lui Rudolf al II-lea, împăratul romano-german. În plus, Mihai Viteazul a ocupat Țara Moldovei în 1600 și a fost, între 6 iunie 1600 și decembrie 1600, prin "harul lui Dumnezeu, domnitor al Țării Românești, al Transilvaniei și al Țării Moldovei". În corespondența sa cu împăratul Rudolf al II-lea, el se purta mereu ca un locum tenens ("locțiitor", "locotenent") al împăratului. | Transilvania este administrată de Mihai Viteazul, voievodul Țării Românești, recunoscut de Dietă drept guvernator imperial al lui Rudolf al II-lea, împăratul romano-german. În plus, Mihai Viteazul a ocupat Țara Moldovei în 1600 și a fost, între 6 iunie 1600 și decembrie 1600, prin "harul lui Dumnezeu, domnitor al Țării Românești, al Transilvaniei și al Țării Moldovei". În corespondența sa cu împăratul Rudolf al II-lea, el se purta mereu ca un locum tenens ("locțiitor", "locotenent") al împăratului. | Transilvania este administrată de Mihai Viteazul, voievodul Țării Românești, recunoscut de Dietă drept guvernator imperial al lui Rudolf al II-lea, împăratul romano-german. În plus, Mihai Viteazul a ocupat Țara Moldovei în 1600 și a fost, între 6 iunie 1600 și decembrie 1600, prin "harul lui Dumnezeu, domnitor al Țării Românești, al Transilvaniei și al Țării Moldovei". În corespondența sa cu împăratul Rudolf al II-lea, el se purta mereu ca un locum tenens ("locțiitor", "locotenent") al împăratului. | Transilvania este administrată de Mihai Viteazul, voievodul Țării Românești, recunoscut de Dietă drept guvernator imperial al lui Rudolf al II-lea, împăratul romano-german. În plus, Mihai Viteazul a ocupat Țara Moldovei în 1600 și a fost, între 6 iunie 1600 și decembrie 1600, prin "harul lui Dumnezeu, domnitor al Țării Românești, al Transilvaniei și al Țării Moldovei". În corespondența sa cu împăratul Rudolf al II-lea, el se purta mereu ca un locum tenens ("locțiitor", "locotenent") al împăratului. | Transilvania este administrată de Mihai Viteazul, voievodul Țării Românești, recunoscut de Dietă drept guvernator imperial al lui Rudolf al II-lea, împăratul romano-german. În plus, Mihai Viteazul a ocupat Țara Moldovei în 1600 și a fost, între 6 iunie 1600 și decembrie 1600, prin "harul lui Dumnezeu, domnitor al Țării Românești, al Transilvaniei și al Țării Moldovei". În corespondența sa cu împăratul Rudolf al II-lea, el se purta mereu ca un locum tenens ("locțiitor", "locotenent") al împăratului. | [ 11 ] [ 12 ] [ 13 ] |

## Secolul al XVII-lea
| Domnie               | Domnie                       | Portret                    | Prinț | Data și locul nașterii / Părinți | Căsătorit cu | Deces | Note | Sursă         |
| -------------------- | ---------------------------- | -------------------------- | --- | --- | --- | --- | --- | ------------- |
|                      | 1600-1601                    |                            | Transilvania (sau părți din Transilvania) este administrată de generalul Giorgio Basta în numele lui Rudolf al II-lea, împărat romano-german | Transilvania (sau părți din Transilvania) este administrată de generalul Giorgio Basta în numele lui Rudolf al II-lea, împărat romano-german | Transilvania (sau părți din Transilvania) este administrată de generalul Giorgio Basta în numele lui Rudolf al II-lea, împărat romano-german           | Transilvania (sau părți din Transilvania) este administrată de generalul Giorgio Basta în numele lui Rudolf al II-lea, împărat romano-german | Transilvania (sau părți din Transilvania) este administrată de generalul Giorgio Basta în numele lui Rudolf al II-lea, împărat romano-german | [ 11 ]        |
|                      | 1601-1602                    | Sigismund Báthory          | Sigismund Báthory | 1572, la Oradea Christopher Báthory & Erzsébet Bocskai                                                                                       | Maria Christina de Austria (1595), fără copii | 27 martie 1613, la Praga | a treia domnie; fuge în străinătate după ce este înfrânt de Mihai Viteazul în Bătălia de la Guruslău, dar, la scurt timp, s-a întors, apoi abdică | [ 6 ] [ 14 ]  |
|                      | 1601-1603                    |                            | Transilvania (sau părți din Transilvania) este administrată de generalul Giorgio Basta în numele lui Rudolf al II-lea, împărat romano-german | Transilvania (sau părți din Transilvania) este administrată de generalul Giorgio Basta în numele lui Rudolf al II-lea, împărat romano-german | Transilvania (sau părți din Transilvania) este administrată de generalul Giorgio Basta în numele lui Rudolf al II-lea, împărat romano-german           | Transilvania (sau părți din Transilvania) este administrată de generalul Giorgio Basta în numele lui Rudolf al II-lea, împărat romano-german | Transilvania (sau părți din Transilvania) este administrată de generalul Giorgio Basta în numele lui Rudolf al II-lea, împărat romano-german | [ 15 ]        |
|                      | 1603                         | Mózes Székely              | Moise Secuiul | c. 1553, la Lueta (azi, jud. Harghita) fiul lui Ioan Székely (Secuiul)                                                                       | necunoscut (prima căsătorie) Anna Korniș (a doua căsătorie) (c. 1585), 1 copil                                                                         | 17 iulie 1603, la Brașov (azi, România) | sprijinit de guvernatorul otoman al Pașalâcului de Timișoara, îl învinge pe Giorgio Basta; primind ahidnâme de la sultanul Mehmed al III-lea, este declarat prinț de "Dieta de pe câmpul militar". Omorât în Bătălia de la Brașov, unde este înfrânt de domnitorul muntean Radu Șerban și de aliații săi secui.   | [ 15 ] [ 17 ] |
|                      | Iulie 1603 – septembrie 1603 |                            | În Transilvania domnește Radu Șerban, domnitor al Ungro-Vlahiei, cu titlul de voievod.                                                       | În Transilvania domnește Radu Șerban, domnitor al Ungro-Vlahiei, cu titlul de voievod.                                                       | În Transilvania domnește Radu Șerban, domnitor al Ungro-Vlahiei, cu titlul de voievod.                                                                 | În Transilvania domnește Radu Șerban, domnitor al Ungro-Vlahiei, cu titlul de voievod. | În Transilvania domnește Radu Șerban, domnitor al Ungro-Vlahiei, cu titlul de voievod. | [ 18 ]        |
|                      | Septembrie 1603 – 1604       |                            | Transilvania (sau părți din Transilvania) este administrată de generalul Giorgio Basta în numele lui Rudolf al II-lea, împărat romano-german | Transilvania (sau părți din Transilvania) este administrată de generalul Giorgio Basta în numele lui Rudolf al II-lea, împărat romano-german | Transilvania (sau părți din Transilvania) este administrată de generalul Giorgio Basta în numele lui Rudolf al II-lea, împărat romano-german           | Transilvania (sau părți din Transilvania) este administrată de generalul Giorgio Basta în numele lui Rudolf al II-lea, împărat romano-german | Transilvania (sau părți din Transilvania) este administrată de generalul Giorgio Basta în numele lui Rudolf al II-lea, împărat romano-german | [ 19 ]        |
|                      | 1605-1606                    | Stephen Bocskai            | Ștefan Bocskai | 1 ianuarie 1557, la Cluj-Napoca (azi, România) fiul lui Gheorghe Bocskai și al Cristinei Sulyok                                              | Kata Hagymássy (1583), fără copii | 29 decembrie 1606, la Košice (azi, Slovacia) | unchi matern al prințului Sigismund Báthory; ales prinț al Ungariei (1605-1606) | [ 20 ] [ 21 ] |
|                      | 1607-1608                    | Sigismund Rákóczi          | Sigismund Rákóczi | 1544, la Felsővadász (azi, Ungaria) fiul lui János Rákócsi și al Sárei Némethy                                                               | Iudita Bekény (prima căsătorie) (1587), 1 copil; Anna Gerendi (a doua căsătorie (1592), 3 copii; Borbála Telegdy (a treia căsătorie (1596), fără copii | 5 decembrie 1608, la Felsővadász | baron (1588); a abdicat în favoarea lui Gabriel Báthory; tatăl lui Gheorghe Rákóczi I | [ 22 ] [ 23 ] |
|                      | 1608-1613                    | Gabriel Báthory            | Gabriel Báthory | 15 august 1589, la Oradea fiul lui Ștefan Báthory și al Suzanei Bebek                                                                        | Anna Palocsai-Horváth (1607), fără copii | 27 octombrie 1613, la Oradea | tatăl său este nepotul principelui Ștefan Báthory, el însuși este nepotul principelui Andrei Báthory care e, în același timp, voievod muntean (1611); alungat de trupele otomane care îl susțineau pe Gabriel Bethlen; ucis de haiduci                                                                            | [ 24 ] [ 25 ] |
|                      | 1613-1629                    | Gabriel Bethlen            | Gabriel Bethlen | 15 noiembrie 1580, la Ilia (azi, jud. Hunedoara) fiul lui Farkas Bethlen și al Druzsinei Lázár                                               | Suzana Károlyi (prima căsătorie) (1605), copii (toți decedați) Ecatherina de Brandenburg, fără copii                                                   | 15 noiembrie 1629, la Alba Iulia | ales cu sprijin otoman ; ales și rege al Ungariei (1620-1621); conform Păcii de la Nikolsburg din 1621, devine și duce de Opole și Ratibor în Silezia (1621-1629); conform aceleiași păci, 7 comitate (Abaúj, Bereg, Borsod, Szabolcs, Sătmar, Ugocea și Zemplén) sunt adăugate principatului pe perioada vieții. | [ 26 ] [ 27 ] |
|                      | 1629 - 1630                  | Catherine of Brandenburg   | Ecaterina de Brandenburg | 28 mai 1604, la Brandenburg an der Havel (azi, Germania) fiică a lui Ioan Sigismund, Elector de Brandenburg, și al Annei a Prusiei           | Gabriel Bethlen (prima căsătorie) (1626), fără copii Franz Karl von Sachsen-Lauenburg (1639)                                                           | 27 august 1649, la Schöningen (azi, Germania) | Văduva principelui Gabriel Bethlen; dreptul de a succeda soțului aprobat de Dietă (1626); i se spunea "Prințe !", în loc de "Prințeso !"; abdică | [ 28 ] [ 29 ] |
|                      | 1630                         | Stephen Bethlen            | Ștefan Bethlen | 1584, la Ilia (azi, România) fiul lui Farkas Bethlen și al Druzsina Lázár                                                                    | Cristina Csáky (prima căsătorie), fără copii; Ecaterina Károlyi (a doua căsătorie), fără copii                                                         | 10 ianuarie 1648, la Ecsed (azi, Ungaria) | Fratele principelui Gabriel Bethlen; ales de Dietă, dar, mai târziu, contestat de Gheorghe Rákóczi I | [ 28 ] [ 30 ] |
|                      | 1630 - 1648                  | George I Rákóczi           | Gheorghe Rákóczi I | 8 iunie 1593, la Szerencs (azi, Ungaria) fiul lui Sigismund Rákóczi și al Annei Gerendi                                                      | Suzana Lorántffy (1616), 4 copii | 11 octombrie 1648, la Alba Iulia | Fiul principelui Sigismund Rákóczi | [ 31 ]        |
| 1648 - 1657          | George II Rákóczi            | Gheorghe Rákóczi al II-lea | 30 ianuarie 1621, la Sárospatak (azi, Ungaria) fiul lui Gheorghe Rákóczi I și al Suzanei Lorántffy                                           | Sophia Báthory (1643), 2 copii | 7 iunie 1660, la Oradea | prima domnie; Fiul principelui Gheorghe Rákócz I; ales prinț de Dietă în timpul vieții tatălui său (1642), recunoscându-i-se dreptul de succesiune; detronat de Marele Vizir otoman Mehmed Köprülü. | [ 32 ] [ 33 ] |               |
| (neinstalat)         | Francis I Rákóczi            | Francisc Rákóczi I         | 24 februarie 1645, la Alba Iulia fiul lui Gheorghe Rákóczi al II-lea și al Sophiei Báthory                                                   | Contesa Ilona Zrínyi (1666), 4 copii | 8 iulie 1676, la Zborov (azi, Slovacia) | ales prinț de Dietă în timpul vieții tatălui său (1652), recunoscându-i-se dreptul de succesiune; nu a mai domnit din cauza detronării tatălui său. | [ 34 ] |               |
|                      | 1657-1658                    | Francis Rhédey             | Francisc Rhédey | 1610, la Oradea fiul lui Francis Rhédey și al Katei Károlyi                                                                                  | Druzsina Bethlen, 1 copil | 7 mai 1667, la Huszt (azi, Ucraina) | ales prinț de Dietă împotriva lui Gheorghe Rákóczi al II-lea la ordinul Sublimei Porți | [ 35 ]        |
|                      | 1658                         | George II Rákóczi          | Gheorghe Rákóczi al II-lea | 30 ianuarie 1621, la Sárospatak fiul lui George Rákóczi I și al Suzanei Lorántffy                                                            | Sophia Báthory 1643, 2 copii | 7 iunie 1660, la Oradea | a doua domnie; ales din nou prinț de Dietă; alungat de trupele otomane | [ 32 ]        |
|                      | 1658-1659                    | Ákos Barcsay               | Acațiu de Bârcea | c. 1610, azi în jud. Hunedoara fiul lui Sándor Barcsay și al Erzse Palatics                                                                  | Elisabeta (Erzsébet ) Szalánczy (prima căsătorie), fără copii Izabella Bánffy (1660), fără copii                                                       | iulie 1661, la Cozma (jud. Mureș, România) | prima domnie; sprijinit de Poarta Otomană, apoi ales de Dietă împotriva lui Gheorghe Rákóczi al II-lea; în timp ce îi făcea o vizită guvernatorului turc al Pașalâcului Timișoarei, oponentul său s-a reînscăunat prinț al Transilvaniei                                                                          | [ 36 ]        |
|                      | 1659 - 1660                  | George II Rákóczi          | Gheorghe Rákóczi al II-lea | 30 ianuarie 1621, la Sárospatak fiul lui George Rákóczi I și al Suzanei Lorántffy                                                            | Sophia Báthory (1643), 2 copii | 7 iunie 1660, la Oradea | a treia domnie; ales prinț de Dietă; învins în bătălia de la Florești (jud. Cluj) | [ 32 ]        |
|                      | 1660                         | Ákos Barcsay               | Acațiu de Bârcea | c. 1610, azi în jud. Hunedoara fiul lui Sándor Barcsay și al Erzse Palatics                                                                  | Elisabeta (Erzsébet) Szalánczy (prima căsătorie), fără copii; Izabella Bánffy (a doua căsătorie)(1660), fără copii                                     | iulie 1661, la Cozma (jud. Mureș, România) | a doua domnie; reinstalat de Sublima Poartă; abdică | [ 36 ]        |
|                      | 1661 - 1662                  | John Kemény                | Ioan Kemény | 14 decembrie 1607, la Bichiș (jud. Mureș) fiul lui Balthasar Kemény și al Zsófiei Tornyi                                                     | Zsuzsa Kállai (prima căsătorie) (1632), 1 copil; Anna Lónyay (1659), 1 copil                                                                           | 22 ianuarie 1662, la Seleușul Mare (jud. Mureș) | | [ 37 ]        |
|                      | 1661 - 1690                  | Michael I Apafi            | Mihail I Apafi | 3 noiembrie 1632, la Gherla (azi, România) fiul lui Gheorghe Apafi și al Borbálei Petki                                                      | Anna Bornemissza, 9 copii | 15 aprilie 1690, la Făgăraș (azi, România) | | [ 38 ]        |
| 1690 - 1696 ori 1701 | Michael II Apafi             | Mihail al II-lea Apafi     | 13 octombrie 1676, la Alba Iulia fiul al Mihail Apafi I și al Annei Bornemissza                                                              | Contesa Kata Bethlen (1694), fără copii | 1 februarie 1713, la Viena (azi, Austria) | Fiul prințului Mihail Apafi I; ales prinț de Dietă în timpul vieții tatălui său (1681) ca recunoaștere a dreptului său la succesiune; nu a apucat să domnească întrucât în 1696 a fost dus cu forța la Viena, pe motiv că s-a însurat fără aprobarea împăratului Leopold I; a renunțat la titlu în 1701 | [ 39 ] |               |
|                      | 1690                         | Emeric Thököly             | Emeric Thököly | 25 septembrie 1657, la Kežmarok (azi, Slovacia) fiul Contelui Ștefan Thököly și al Máriei Gyulaffi                                           | Contesa Ilona Zrínyi (1683), 2 copii | 13 februarie 1705, la İzmit (azi, Turcia) | Declarat rege vasal al Ungariei de Sus de către sultanul Mehmed al IV-lea, nu a fost niciodată ales sau încoronat | [ 40 ]        |

## Secolul al XVIII-lea
| Blazon | Domnie      | Portret            | Prinț                      | Data și locul nașterii / Părinți                                                                 | Căsătorie                                                     | Deces                                     | Note                              | Sursă  |
| ------ | ----------- | ------------------ | -------------------------- | ------------------------------------------------------------------------------------------------ | ------------------------------------------------------------- | ----------------------------------------- | --------------------------------- | ------ |
|        | 1704 - 1711 | Francis II Rákóczi | Francisc Rákóczi al II-lea | 27 martie 1676, la Borša (azi, Slovacia) fiul lui Francisc Rákóczi I și al Contesei Ilona Zrínyi | Charlotte Amalie de Hessen-Rheinfels-Wanfried (1694), 4 copii | 8 aprilie 1735, la Tekirdağ (azi, Turcia) | Fiul prințului Francisc Rákóczi I | [ 41 ] |